# Julia Borgström
Julia Borgström, född 9 juni 2001 i Skanör med Falsterbo, är en svensk tävlingscyklist som tävlar för AG Insurance–Soudal–Quick-Step.

## Karriär

### 2018
2018 var Borgströms första år som junior och inledde hon med att tävla för det svenska damjuniorlandslaget i damjuniorernas Nations' Cup. I mars slutade Borgström på 18:e plats i italienska Piccolo Trofeo Alfredo Binda och på 62:a plats i belgiska Gent–Wevelgem U19. Följande månad tävlade hon i Healthy Ageing Tour U19, där den bästa placeringen blev en fjärdeplats i den tredje etappen i Groningen. Under månaden tävlade Borgström även i nederländska Omloop van Borsele U19.
I juni 2018 vid SM i Båstad tog Borgström guld i både linjelopp och tempolopp för juniorer. Följande månad tävlade hon i juniorklassen vid EM i Tjeckien och slutade på 24:e plats i linjelopp samt på 26:e plats i tempolopp. I september 2018 vann Borgström den tredje etappen i nederländska Watersley Ladies Challenge. Samma månad slutade hon på 65:e plats i linjeloppet för juniorer vid VM i Innsbruck.

### 2019
I juni 2019 slutade Borgström på tredje plats i linjeloppet för juniorer vid SM i Båstad. I augusti 2019 tävlade hon i juniorklassen vid EM i Alkmaar och slutade på 12:e plats i linjelopp och på 24:e plats i tempolopp. Samma månad slutade Borgström på andra plats i tempoloppet för juniorer vid SM i Båstad endast besegrad av Wilma Olausson. I september 2019 tävlade hon i linjeloppet för juniorer vid VM i Harrogate men var inblandad i en krasch på upploppet och slutade till slut på 29:e plats.

### 2020–
Inför säsongen 2020 blev Borgström klar för belgiska proffsstallet Rogelli–Gyproc.

## Lag
- Höllviken CK
- Team Rytger (2018–2019)
- AG Insurance–Soudal–Quick-Step (2020–)

## Resultat
2018
 Svensk juniormästare i linjelopp vid SM
 Svensk juniormästare i tempolopp vid SM
Vinnare av etapp 3 i Watersley Ladies Challenge
2019
2:a i tempolopp för juniorer vid SM
3:a i linjelopp för juniorer vid SM
8:a totalt i Tour of Uppsala
8:a i Piccolo Trofeo Alfredo Binda
9:a totalt i Healthy Ageing Tour U19
2021
2:a i linjelopp i U23-klassen vid SM
2022
 Svensk U23-mästare i linjelopp vid SM
 Svensk U23-mästare i tempolopp vid SM
2:a i tempolopp vid SM
3:a i linjelopp vid SM
5:a totalt i Gracia–Orlová
5:a i À travers les Hauts-de-France
8:a totalt i RideLondon Classique
 Vinnare av ungdomstävlingen
2023
 Svensk U23-mästare i linjelopp vid SM
3:a i linjelopp vid SM